# Stanisław Prek
Stanisław Roman Prek herbu własnego (ur. 24 sierpnia 1794, zm. 31 maja 1869 w Pantalowicach) – polski oficer.

## Życiorys
Stanisław Roman Prek urodził się 24 sierpnia 1794. Był synem Tadeusza (1778-1833) i Amalii z domu Bukowskiej. Był bratem Michała Antoniego (1792-), Izabelę Pelagię (1797-), Franciszka Ksawerego Aleksandra (1801-1863, pamiętnikarz), Ludwikę (1811-)..
W szeregach Armii Księstwa Warszawskiego brał udział w kampanii napoleońskiej 1812. Potem był oficerem Wojska Polskiego Królestwa Kongresowego, pełniąc funkcję adiutanta polowego przy generale brygady Janie Krukowieckim. Rozkazem księcia Konstantego z dnia 4 maja/16 czerwca 1816 otrzymał żądaną dymisję dla interesów familijnych. Na początku 1831 wyjechał z domu w Nozdrzcu i przystąpił do powstania listopadowego. Był wtedy oficerem w stopniu kapitana w randze adiutanta polowego.
Był właścicielem dóbr. Był sygnatariuszem listu właścicieli ziemskich do cesarza z 18 marca 1848 wyrażającego wolę zniesienia pańszczyzny. Został mężem Karoliny z domu Ruckiej (figurująca jako właścicielka ziemska), z którą miał syna Stefana (1831-1908). Jego wnukiem był Lucjan Borek-Prek (ur. 1872). Zmarł 31 maja 1869 w Pantalowicach. Jego pogrzeb odbył się tamże 3 czerwca 1869.

## Odznaczenia
- Krzyż Złoty Orderu Virtuti Militari (za wojnę 1831)[4]
- Legia Honorowa – Cesarstwo Francuskie
- Medal Świętej Heleny – Cesarstwo Francuskie